# Viktor Klima
Viktor Klima (Schwechat, 4 de junho de 1947) é um político austríaco filiado ao SPÖ. Em 1996 foi Ministro das Finanças. Foi Chanceler da Áustria de 1997 a 2000.

## Início da carreira
Nascido em Schwechat, na Baixa Áustria, Klima começou a trabalhar para a então estatal petrolífera OMV em 1969 e permaneceu na empresa até o início de sua carreira política em 1992, nos últimos anos atuando como membro do conselho de administração.

## Ministro
Embora Klima fosse desconhecido da maioria dos austríacos, em 1992 o chanceler Franz Vranitzky o nomeou Ministro dos Transportes e Indústria Nacionalizada, cargo que Klima ocupou até 1996, quando se tornou Ministro das Finanças por um ano.

## Chanceler da Áustria
Em 1997, após a renúncia de Vranitzky, Klima foi eleito presidente do Partido Social Democrata e foi empossado Chanceler da Áustria, tendo renovado a grande coalizão entre seu próprio partido (Partido Social Democrata da Áustria, SPÖ) e o Partido Popular Austríaco (ÖVP), com Wolfgang Schüssel atuando como seu vice-chanceler.
Influenciados pela estratégia da "Terceira Via" de outros líderes europeus, como Tony Blair e Gerhard Schröder, sob a presidência de Klima os social-democratas minimizaram sua fidelidade ao marxismo e, portanto, às suas próprias raízes políticas e muito claramente continuaram seu movimento da esquerda política em direção a o centro.
Por exemplo, novas privatizações ocorreram e vários serviços públicos que haviam sido incluídos nas políticas do Estado de bem-estar foram provisoriamente reduzidos. Como consequência, uma alta porcentagem da clientela tradicional da classe trabalhadora do partido, insatisfeita com Klima e seu partido, desviou seu apoio para o populista Partido da Liberdade de extrema direita (FPÖ) de Jörg Haider. No entanto, assim como seu antecessor Vranitzky, Klima anunciou repetidamente e publicamente que sob nenhuma circunstância estava preparado para entrar em uma coalizão com o partido de Haider.
Após as eleições de outubro de 1999, nas quais os social-democratas sofreram pesadas perdas, Viktor Klima deixou o cargo de presidente do seu partido e foi sucedido nessa posição por Alfred Gusenbauer. Como chanceler, ele foi sucedido por Wolfgang Schüssel, do Partido do Povo Austríaco, que formou um governo de coalizão com o Partido da Liberdade em fevereiro de 2000.
Klima e seu partido ficaram muito ressentidos com o fato de terem sido destituídos do governo. Enquanto as negociações para formar um novo governo com base nas eleições de outubro de 1999 estavam em andamento, Klima "exortou outros líderes da UE a ajudarem a influenciar a negociação da coalizão, "um apelo sem precedentes para a interferência estrangeira nos assuntos políticos do soberano estado austríaco cujo chanceler interino ele ainda era na época desta declaração. Embora isso não tenha influenciado o resultado das negociações da coalizão, levou diretamente às chamadas "sanções" contra a Áustria, que não tinham qualquer base na Carta da UE.

## Carreira empresarial
Algumas semanas depois, com a ajuda de seu amigo Gerhard Schröder, Klima assumiu um cargo de alta gerência na Volkswagen na Argentina em um momento em que o país passava por uma profunda crise econômica. Klima se tornou gerente geral de todas as operações da Volkswagen na América do Sul em meados de 2006, e esteve sob contrato até 2011. A formação de Klima na política e na economia o predestina para networking, uma capacidade que ele continuou a cultivar no mais alto nível, como com o ex-presidente da Argentina, Néstor Kirchner, e seu antecessor, Eduardo Duhalde. Klima se aposentou em 2011 e mora em uma fazenda de gado perto de Buenos Aires.